# Песчаная (река, Крым)
Песчаная — маловодная балка на Ак-Монайском перешейке, длиной 12,0 км, с площадью водосборного бассейна 37,6 км². Относится в группе рек северо-восточного склона Крымских гор. Исток реки находится на южных склонах Парпачского хребта, южнее села Батальное, течёт, извиваясь, в общем направлении на юго-запад, впадает в Феодосийский залив Чёрного моря в 3 километрах восточнее пгт Приморский. Балка проходит по широкой синклинали, которая разделяет лежащую к востоку Вулкановскую антиклиналь от лежащей западнее Владиславовской.
У Песчаной 5 безымянных притоков, в русле имеются 2 пруда, верхний из которых на Картах Гугл обозначен, как «Озеро Акчаголь». В нижнем течении, с 1946 года, действует 31-й испытательный центр минобороны России (1-й Полигон испытаний ракетного, зенитного и комплексов специального вооружения ВМФ 31-й НИЦ МО РФ).